# Taego Bou
Taego Bou (aussi romanisé Taego Bowoo ou Taego Bowu, en hangul : 태고 보우 ; en hanja : 太古 普 愚), né en 1301 et mort en 1382, est un maître bouddhiste coréen Son qui a vécu à Goryeo. Son nom signifie « Grande stupidité ancienne et universelle ». 
Il est le cofondateur, avec Jinul, de l'ordre Jogye. C'est lui qui aurait introduit le zen rinzaï en Corée. Par ailleurs, l'ordre Taego, fondé en Corée en 1969, se réclame de son nom.

### Traduction avec commentaire
- (en) A Buddha from Korea. The Zen Teachings of T'aego  (Translated with commentary (p. 1 - 77) by J.C. Cleary), Boston, Shambala, 2001 (1re éd. 1988), xvi, 177 p. (ISBN 978-1-570-62667-8)